# Governo Rumor II
Il Governo Rumor II è stato il ventiquattresimo esecutivo della Repubblica Italiana, il terzo della V legislatura.
È rimasto in carica dal 6 agosto 1969 al 28 marzo 1970 per un totale di 234 giorni, ovvero 7 mesi e 22 giorni.
Il governo ottenne la fiducia dalla Camera dei Deputati il 10 agosto 1969 con 346 voti a favore, 245 contrari e 6 astenuti del PRI. 
Il governo ottenne la fiducia dal Senato il 12 agosto 1969 con 179 voti a favore e 75 contrari.
Il governo si dimise in seguito a la richiesta di socialisti e socialdemocratici di entrare nella compagine di governo e anche per contrasti sulla legge del divorzio.

## Storia
Se il primo governo Rumor nasce tra le recriminazioni per il fallimento elettorale dell'unità socialista il secondo rischia di non vedere la luce per lo scontro tra i due partiti socialisti, che si sono nuovamente separati. Una collaborazione è al momento improponibile, ma mentre il PSI si dichiara disponibile ad appoggiare un secondo esecutivo presieduto da Rumor, il PSU dichiara di voler rimanere all'opposizione. Analoga posizione assume il PRI. Nella DC la nuova segreteria di Piccoli e la recente separazione di Moro dai dorotei porta a una divergenza di vedute tra l'ipotesi di un monocolore DC (Piccoli) e un accordo tra DC e PSI (Moro). Dopo una rinuncia di Rumor e un mandato esplorativo di Pertini la soluzione del monocolore prevale per evitare la peggiore ipotesi delle elezioni anticipate e per portare avanti l'avvio delle regioni e la legge sul divorzio.

## Compagine di governo

### Sostegno parlamentare
| Camera dei Deputati | Camera dei Deputati | Seggi                |
| ------------------- | --- | -------------------- |
|                     | Democrazia Cristiana Partito Socialista Italiano Partito Socialista Unitario Partito Liberale Italiano Partito Repubblicano Italiano Südtiroler Volkspartei Totale Maggioranza | 266 62 29 31 9 3 400 |
|                     | Partito Comunista Italiano Movimento Sociale Italiano PSIUP PDIUM Totale Opposizione                                                                                           | 177 24 23 6 230      |
| Totale              | Totale | 630                  |

| Senato della Repubblica | Senato della Repubblica | Seggi              |
| ----------------------- | --- | ------------------ |
|                         | Democrazia Cristiana Partito Socialista Italiano Partito Socialista Unitario Partito Liberale Italiano Partito Repubblicano Italiano Südtiroler Volkspartei Totale Maggioranza | 135 36 10 16 2 201 |
|                         | PCI-PSIUP MSI PDIUM Totale Opposizione | 101 11 2 114       |
| Totale                  | Totale | 315                |

### Appartenenza politica
- Democrazia Cristiana

### Provenienza geografica
| Regione               | Presidente | Vicepresidente | Ministri | Sottosegretari | Totale |
| --------------------- | ---------- | -------------- | -------- | -------------- | ------ |
| Veneto                | 1          | -              | 4        | 4              | 9      |
| Liguria               | -          | 1              | 3        | -              | 4      |
| Lombardia             | -          | -              | 4        | 5              | 9      |
| Sicilia               | -          | -              | 2        | 5              | 7      |
| Puglia                | -          | -              | 1        | 6              | 7      |
| Campania              | -          | -              | 1        | 5              | 6      |
| Lazio                 | -          | -              | 1        | 4              | 5      |
| Emilia-Romagna        | -          | -              | -        | 5              | 5      |
| Piemonte              | -          | -              | -        | 4              | 4      |
| Basilicata            | -          | -              | 1        | 2              | 3      |
| Sardegna              | -          | -              | 1        | 2              | 3      |
| Friuli-Venezia Giulia | -          | -              | -        | 3              | 3      |
| Abruzzo               | -          | -              | 2        | -              | 2      |
| Calabria              | -          | -              | 1        | 1              | 2      |
| Toscana               | -          | -              | 1        | 1              | 2      |
| Trentino-Alto Adige   | -          | -              | -        | 2              | 2      |
| Umbria                | -          | -              | -        | 2              | 2      |
| Marche                | -          | -              | 1        | -              | 1      |

## Composizione
| Presidenza del Consiglio dei ministri         | Presidenza del Consiglio dei ministri | Presidenza del Consiglio dei ministri | Presidenza del Consiglio dei ministri | Presidenza del Consiglio dei ministri                                                                           |
| Carica                                        | Titolare                              | Titolare                              | Titolare                              | Sottosegretario di Stato alla Presidenza del Consiglio                                                          |
| --------------------------------------------- | ------------------------------------- | ------------------------------------- | ------------------------------------- | --- |
| Presidente del Consiglio dei ministri         |                                       |                                       | Mariano Rumor (DC)                    | - Antonio Bisaglia (DC) - Mario Baldini (DC) - Antonio Bonadies (DC) - Renzo Forma (DC) - Attilio Iozzelli (DC) |
| Vicepresidente del Consiglio dei ministri     |                                       |                                       | Paolo Emilio Taviani (DC)             | - Antonio Bisaglia (DC) - Mario Baldini (DC) - Antonio Bonadies (DC) - Renzo Forma (DC) - Attilio Iozzelli (DC) |
| Ministri senza portafoglio                    |                                       |                                       |                                       | |
| Rapporti fra Governo e Parlamento             |                                       |                                       | Carlo Russo (DC)                      | Carlo Russo (DC)                                                                                                |
| Presidenza della delegazione italiana all'ONU |                                       |                                       | Arnaldo Forlani (DC)                  | Arnaldo Forlani (DC)                                                                                            |
| Ricerca scientifica                           |                                       |                                       | Giorgio Bo (DC)                       | Giorgio Bo (DC)                                                                                                 |
| Riforma della pubblica amministrazione        |                                       |                                       | Eugenio Gatto (DC)                    | Eugenio Gatto (DC)                                                                                              |
| Ministero                                     | Ministri                              | Ministri                              | Ministri                              | Sottosegretari di Stato                                                                                         |
| Affari esteri                                 |                                       |                                       | Aldo Moro (DC)                        | - Dionigi Coppo (DC) - Mario Pedini (DC)                                                                        |
| Interni                                       |                                       |                                       | Franco Restivo (DC)                   | - Ciriaco De Mita (DC) (fino al 17/01/1970) - Ernesto Pucci (DC) - Angelo Salizzoni (DC) - Adolfo Sarti (DC)    |
| Grazia e giustizia                            |                                       |                                       | Silvio Gava (DC)                      | - Renato Dell'Andro (DC) - Erminio Pennacchini (DC)                                                             |
| Bilancio e programmazione economica           |                                       |                                       | Giuseppe Caron (DC)                   | - Paolo Barbi (DC)                                                                                              |
| Finanze                                       |                                       |                                       | Giacinto Bosco (DC)                   | - Luigi Borghi (DC) - Filippo Micheli (DC) (dal 07/09/1969) - Michele Tantalo (DC)                              |
| Tesoro                                        |                                       |                                       | Emilio Colombo (DC)                   | - Fortunato Bianchi (DC) - Annibale Fada (DC) - Bonaventura Picardi (DC) - Giuseppe Sinesio (DC)                |
| Difesa                                        |                                       |                                       | Luigi Gui (DC)                        | - Francesco Cossiga (DC) - Guglielmo Donati (DC) - Giovanni Elkan (DC)                                          |
| Pubblica istruzione                           |                                       |                                       | Mario Ferrari Aggradi (DC)            | - Vincenzo Bellisario (DC) (fino al 21/12/1969) - Carlo Buzzi (DC) - Dino Limoni (DC) - Elio Rosati (DC)        |
| Lavori pubblici                               |                                       |                                       | Lorenzo Natali (DC)                   | - Pio Alessandrini (DC) - Barbaro Lo Giudice (DC) - Vincenzo Russo (DC)                                         |
| Agricoltura e foreste                         |                                       |                                       | Giacomo Sedati (DC)                   | - Dario Antoniozzi (DC) - Arnaldo Colleselli (DC) - Luciano Radi (DC)                                           |
| Trasporti e aviazione civile                  |                                       |                                       | Remo Gaspari (DC)                     | - Onorio Cengarle (DC) - Heros Cuzari (DC) - Sebastiano Vincelli (DC)                                           |
| Poste e telecomunicazioni                     |                                       |                                       | Athos Valsecchi (DC)                  | - Bernardo D'Arezzo (DC) - Francesco Ferrari (DC) - Calogero Volpe (DC)                                         |
| Industria, commercio e artigianato            |                                       |                                       | Domenico Magrì (DC)                   | - Loris Biagioni (DC) - Vito Lattanzio (DC) - Emanuela Savio (DC)                                               |
| Sanità                                        |                                       |                                       | Camillo Ripamonti (DC)                | - Maria Pia Dal Canton (DC) - Beniamino De Maria (DC)                                                           |
| Commercio con l'estero                        |                                       |                                       | Riccardo Misasi (DC)                  | - Paolo Berlanda (DC) - Luigi Caiazza (DC)                                                                      |
| Marina mercantile                             |                                       |                                       | Vittorino Colombo (DC)                | - Vittorio Cervone (DC) - Salvatore Mannironi (DC)                                                              |
| Partecipazioni statali                        |                                       |                                       | Franco Maria Malfatti (DC)            | - Vincenzo Scarlato (DC)                                                                                        |
| Lavoro e previdenza sociale                   |                                       |                                       | Carlo Donat-Cattin (DC)               | - Leandro Rampa (DC) - Mario Toros (DC) - Mario Vetrone (DC)                                                    |
| Turismo e spettacolo                          |                                       |                                       | Giovanni Battista Scaglia (DC)        | - Franco Evangelisti (DC) - Gino Zannini (DC)                                                                   |

## Cronologia
Salvo diversa indicazione le notizie sono tratte dal sito dellarepubblica.it, richiamato in bibliografia

### 1969

#### Luglio
- 6 luglio: all'indomani delle dimissioni del governo i partiti chiariscono le proprie posizioni. Il PSI (Nenni-Mancini) si dichiara disponibile a tornare alla collaborazione tra i due partiti socialisti. Luigi Preti, a nome del PSU, lo esclude e propone un monocolore DC che traghetti il parlamento ad elezioni anticipate. PCI e PSIUP ritengono che la situazione politica consente al PSI di aderire ad una rinnovata collaborazione per un'alternativa a sinistra. La DC è divisa: le sinistre interne vogliono tornare al centro-sinistra, la destra condivide il pensiero del PLI su una rinnovata lotta al comunismo e al socialismo di stato attraverso un esecutivo di centro-destra. In posizione di attesa rimangono i dorotei della DC e i repubblicani.[4]
- 11 luglio-3 agosto: consiglio nazionale della DC: Piccoli è riconfermato segretario. Benigno Zaccagnini (moroteo) è il nuovo presidente del consiglio nazionale.
Il Capo dello Stato apre le consultazioni. Immutate le posizioni dei partiti salvo il PRI, che ritiene impossibile tornare al centro-sinistra. Dopo due giorni di colloqui l'incarico viene conferito a Mariano Rumor, che si mette al lavoro per costituire una maggioranza con PSI, PSU, PRI. Mentre Giovanni Malagodi chiede chiarimenti sui rapporti tra PCI e governo Ugo La Malfa dichiara che i repubblicani non intendono partecipare a nessuna maggioranza. Dopo una settimana di colloqui ufficiosi, complice l'attenzione generale alla missione Luna, Rumor sale al Quirinale e fa presente a Saragat che le trattative sono bloccate. Viene formulata la proposta di un bicolore DC-PSI. I morotei e la sinistra DC si dichiarano favorevoli ma l'idea è bocciata dalla maggioranza dorotea e delle destra, che si schierano per un monocolore di attesa (accettato dal PSU e rifiutato dal PSI) o le elezioni anticipate. Dopo tre settimane di colloqui Rumor rimette l'incarico al Capo dello Stato.[5]

#### Agosto
- 3-7 agosto: Saragat affida un veloce mandato esplorativo a Fanfani. Il Presidente del Senato riferisce nello stesso giorno che non c'è possibilità di mutamento nelle posizioni dei partiti. Per evitare le elezioni anticipate Mariano Rumor forma un governo monocolore DC. Aldo Moro assume la guida del Ministero degli Esteri, Carlo Donat-Cattin del Ministero del Lavoro. Nell’esecutivo rappresentate tutte le correnti democristiane ad eccezione di «Nuova Sinistra» di Sullo. Un governo d’attesa in vista di un eventuale riproposizione del centro-sinistra che intanto può contare sul voto favorevole del PSI e del PSU mentre il PRI si astiene.[6]
- 8-12 agosto: alla Camera la fiducia a Rumor è approvata con 346 voti a favore, 245 contrari e 6 astenuti. Al Senato con 179 voti a favore e 175 contrari. Votano a favore DC, PSI e PSU, si astiene il PRI. Il governo, dice Rumor, intende proseguire sulla strada del centro-sinistra. Analoghe quindi le priorità.
- 9 agosto: otto bombe esplodono su 7 treni. Restano ferite 12 persone. Come per le bombe alla Fiera Campionaria di Milano del 25 aprile, la destra tenta di accusare gruppi anarchici. Per entrambi gli attentati saranno condannati Franco Freda e Angelo Ventura, esponenti della cellula veneta di «Ordine nuovo».
- 19 agosto: a Milano la polizia sgombera l'ex albergo Commercio, occupato dalla sinistra extraparlamentare, ribattezzato Casa dello studente e del lavoratore ma soprannominato dai giornali Forte Mao. Gli occupanti (56 giovani, un anziano professore e 2 bambini) non hanno opposto resistenza. Definito dalla polizia e dalla magistratura il quartier generale dei disordini l'edificio viene sbrigativamente demolito dal comune di Milano. Proteste del PCI e del PSIUP, che parlano di repressione antidemocratica.
A Roma non esplode per caso un ordigno esplosivo, simile a quelli degli attentati ai treni, ritrovato da un carabiniere in uno stanzino del Palazzo di Giustizia.
Alla Pirelli 11.000 lavoratori in sciopero per il premio di produzione. Le richieste dei lavoratori: aumento del premio di produzione di quindicimila lire, contrattazione del meccanismo che ne garantisca l’aumento legato alla produttività, diritto di assemblea, riconoscimento dei comitati di reparto, distacco per i membri della Commissione interna. Previsto un nuovo sciopero per il 22 agosto e per la prossima settimana l’astensione dal lavoro degli impiegati del grattacielo Pirelli. Il “Sole 24 ore” scrive: «È iniziato l’autunno caldo».
- 21 agosto: in un articolo su «l’Unità», scritto in occasione del quinto anniversario della morte di Palmiro Togliatti, Giorgio Amendola pone la questione dell’ingresso del PCI «nell’area governativa» come necessità di fronte alla crisi del Paese.
- 25 agosto: a Roma un comizio autorizzato del MSI, in solidarietà con la Cecoslovacchia, degenera in gravi disordini quando gli studenti missini, contro il divieto opposto della questura, vogliono muoversi in corteo. Sette giovani arrestati, ventidue denunciati e una ventina di feriti tra manifestanti, forze dell'ordine e passanti. Gravi danni a negozi, cartelli stradali e un autobus.[7]

#### Settembre
- 2 settembre: tensione alla Fiat dopo la sospensione di 6.700 operai a causa di problemi nelle forniture. I sindacati proclamano uno sciopero a oltranza. I sospesi salgono di li a poco a oltre 27.000. Contestazioni dei comunisti "cinesi" all'atteggiamento ufficiale del PCI. Nei giorni successivi numerose categorie di lavoratori scendono in agitazione.[8]
- 8 settembre: a Caserta scoppiano violenti tumulti. La motivazione ufficiale è la retrocessione della squadra locale decisa da un tribunale sportivo ma da subito sembra emergere una regia che sta sfruttando la rabbia dei tifosi a scopi politici. Per due giorni la città è trasformata in un campo di battaglia: devastata la stazione ferroviaria e le sedi del comune e del provveditorato, auto date alle fiamme, blocco della circolazione ferroviaria. Il sindaco quantifica in duecento milioni di lire i danni e dichiara di aver ricevuto minacce di nuovi tumulti se gli arrestati non saranno rilasciati.
- 11 settembre: direzione nazionale PSI: prima della riunione si incontrano i membri della direzione e i parlamentari aderenti alla corrente di «Autonomia» che fa capo a Nenni (Craxi, Cattani, Pellicani, Zagari, Fortuna e Cavezzali): decidono di chiedere alla Direzione di non procedere all’attribuzione di nessun incarico di lavoro prima della discussione politica da svolgersi nel Comitato centrale. La maggioranza De Martino-Mancini non accetta la richiesta e, di conseguenza, i «nenniani» non rifiutano ogni incarico.

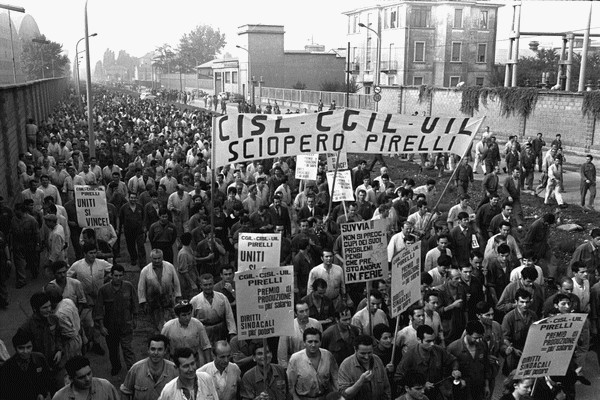
Sciopero operai Pirelli fuori dalla fabbrica, Milano 1969

- 12 settembre: sciopero nazionale degli edili. La percentuale di adesione è del 90%. A Milano sciopero a sorpresa alla Pirelli. Conferenza stampa dei segretari dei metalmeccanici. Trentin (FLM), Macario (FIM-CSIL) e Benvenuto (UILM) spiegano le ragioni della rottura delle trattative e si pronunciano anche sui "gruppi esterni” contestando l’idea che il sindacato abbia “nemici a sinistra”.
- 14 settembre: nei discorsi di De Martino e Ferri, rispettivamente segretari del PSI e del PSU, prosegue la polemica fra i due partiti. De Martino sollecita un rinnovamento della DC e attacca lo spostamento a destra del PSU. Ferri critica l’ipotesi di bipartito di De Martino e attacca la linea del PCI e il suo tentativo di costruire un’alternanza a sinistra. Critiche a De Martino dagli autonomisti del PSI che rilanciano il centro-sinistra organico.
- 18-21 settembre: consiglio nazionale del PRI: Ugo La Malfa propone un «patto d’azione» al PSI e al PSU, lasciando a loro la scelta: patto federativo o consultazioni permanenti. Un modo per i partiti «laici» di condizionare la DC. Per il segretario del PRI è «l’estremo tentativo» per salvare il centro-sinistra. Nel caso i due partiti rifiuteranno, afferma che i repubblicani non parteciperanno al «quadripartito». Sia la maggioranza del PSI che il PSU, con motivazioni diverse, anche se non respingono direttamente la proposta, si manifestano scettici ed esprimono molte riserve. Favorevoli invece, all’interno del PSI, i «nenniani». Nonostante le perplessità dei due partiti socialisti La Malfa, concludendo il Consiglio Nazionale, afferma che invierà una lettera ai due segretari invitandoli ad incontri collegiali o bilaterali per discutere la sua proposta.
- 19 settembre: 153 deputati divorzisti dei gruppi laici annunciano che alla ripresa dei lavori della Camera chiederanno l’immediata discussione della legge sul divorzio. A Roma è impedita una raccolta di firme promossa dalla Lega italiana per il divorzio (LID).
- 20-21 settembre: Convegno del Movimento femminile democristiano. Al centro i temi della famiglia e della scuola. Relaziona Franca Falcucci, riconfermata delegata nazionale. Flaminio Piccoli conferma per la DC gli obiettivi del centro-sinistra. Il rilancio di questa linea politica, tutt’altro che esaurita, si pone come unica risposta possibile alla domanda di rinnovamento, di libertà e di partecipazione che viene dalla società civile.
- 24 settembre: a Milano la Pirelli con una serrata parziale sospende 12.000 operai e chiude i due maggiori stabilimenti di gomme e cavi, il provvedimento è motivato con i disordini avvenuti all’arrivo dei vagoni e del Tir il giorno precedente. In seguito alla dura risposta dei lavoratori, il provvedimento sarà revocato.
- 25 settembre: dopo una lunga trattativa condotta in Prefettura dai sindacati e dal sottosegretario Toros, inviato dal Ministero del Lavoro, la Pirelli riapre gli stabilimenti. Il lavoro riprende alle 6 del mattino del 26 settembre. Per i sindacati, comunque, le agitazioni continueranno fino a quando non si raggiungerà un accordo definitivo.
- 26 settembre: il segretario, Mauro Ferri, risponde con una lettera a La Malfa. Considera come «premessa indispensabile» per un’intesa delle sinistre laiche un chiarimento politico riguardo ai rapporti con il PCI.
A Torino oltre 100.000 lavoratori metalmeccanici partecipano alla manifestazione sindacale. Una ferma protesta contro il rifiuto della Confindustria alla piattaforma contrattuale: aumenti salariali uguali per tutti, riduzione dell’orario di lavoro da 42 ore a 40, riconoscimento del diritto di assemblea nelle fabbriche e dei delegati, avvio della parità normativa fra operai e impiegati. A Piazza San Carlo parlano i tre segretari dei metalmeccanici: Bruno Trentin (FIOM-CGIL), Luigi Macario (FIM-CISL) e Giorgio Benvenuto (UILM). Lo sciopero si protrae per il giorno dopo. Manifestazioni anche a Genova, Brescia, Firenze, Bologna e Venezia.
- 26 settembre: Consiglio dei ministri: sono approvati un disegno di legge per l'istituzione dei fondi comuni di investimento e il rinvio di parte delle elezioni amministrative di ottobre alla primavera del 1970. Approntata la relazione programmatica di bilancio per il 1970 da sottoporre all'esame del Parlamento.[9]
- 29 settembre: si svolge il convegno democristiano di San Ginesio, al quale partecipano Arnaldo Forlani, Ciriaco De Mita e Bartolo Ciccardini. Emerge una necessità di rinnovamento nella gestione del partito, un ricambio di classe dirigente per dare nuovo slancio all'iniziativa politica della DC. Il convegno passa alla storia nella DC come il patto di San Ginesio che stabilisce un ricambio generazionale per una nuova gestione del partito.

#### Ottobre
- 3 ottobre: due bombe esplodono in Alto Adige danneggiando una caserma dei carabinieri e la linea ferroviaria di Merano.[10]
- 5 ottobre: a due settimane dall'appello di Ugo La Malfa, Giacomo Mancini dichiara che da parte del PSI non esiste alcuna pregiudiziale alla ricostituzione di un centro-sinistra organico. Se l'unificazione è fallita, aggiunge Mancini, non può e non deve fallire l'unità di intenti di tutti i socialisti. Luigi Preti, a nome del PSU, lo ritiene poco realistico ma aggiunge che il problema vero è una DC sempre più lacerata dalla contrapposizione delle correnti interne.
- 10 ottobre: nel corso delle agitazioni dei metalmeccanici a Torino scoppiano gravi incidenti con le forze dell'ordine. A fomentarli un gruppo di sostenitori giunti a Torino con cartelli e attrezzature di picchettaggio.
Al comitato centrale del PSI viene approvata la linea di De Martino per la ricostituzione del centro-sinistra. Il PSI non esclude tuttavia altre soluzioni, e rimane in attesa degli esiti del comitato centrale del PSU.
Alla commissione affari costituzionali della Camera inizia l'esame in sede referente della proposta di legge per l'abbassamento dell'età minima per votare a 18 anni. La proposta di Carlo Fracanzani richiederebbe la modifica di due articoli della Costituzione: l'articolo 48 che assegna il diritto di voto al raggiungimento della maggiore età, e l'articolo 56 sull'elettorato passivo. Si delinea la possibilità di modificare l'articolo 2 del codice civile, abbassando la maggiore età da 21 a 18 anni.[11]
- 11 ottobre: il segretario del PSU, Mauro Ferri, apre alla possibilità di tornare a un esecutivo di centro-sinistra. Complice un voto favorevole dei quattro partiti sulla legge per il blocco dei fitti e delle locazioni. Secondo Ferri continuano a mancare le condizioni per tale ricostituzione, in primis il rapporto tra il PSI e il PCI.[12]
- 13-17 ottobre: comitato centrale del PCI: Fernando Di Giulio relaziona sul primo punto all’ordine del giorno «Lotta dei lavoratori, situazione economica e politica» su cui interviene anche il segretario Luigi Longo. Votato il documento "Per un governo nuovo orientato a sinistra". Alessandro Natta relaziona sul secondo punto all’ordine del giorno: la questione della rivista «Il Manifesto». Natta riferisce del dibattito che, su mandato del Comitato centrale, si è svolto nella V Commissione del CC e, accusandoli di «frazionismo», invita i promotori a proseguire il dibattito avviato sulle sue pagine all’interno del partito. Tesi ripresa nell’intervento conclusivo di Enrico Berlinguer che insiste sul valore dell’unità del partito, contro ogni rischio correntizio. Il Comitato centrale approva a maggioranza la relazione di Natta e le conclusioni di Berlinguer, votano contro Aldo Natoli, Luigi Pintor e Rossana Rossanda.
- 16 ottobre: in vista della Direzione fissata per il 17 ottobre con all’ordine del giorno il chiarimento politico sulla guida del partito e sulla ricostituzione del governo di centro-sinistra, preceduta da un incontro dei suoi esponenti più autorevoli (Rumor, Piccoli, Andreotti, Colombo) si svolge la riunione di «Impegno democratico», la corrente dorotea di maggioranza. Dopo l'intervento di Emilio Colombo che si limita ad indicare i temi in discussione, Giulio Andreotti propone di dare la parola a tutti i componenti della corrente e di chiedere alle altre correnti il rinvio della Direzione. Il dibattito non porta tuttavia a nulla. Il 20 ottobre, falliti i tentativi di tenere unita la corrente, Piccoli e Rumor annunciano lo scioglimento dei dorotei, che hanno governato per circa un decennio il partito. In conseguenza della scissione si dimette il segretario Flaminio Piccoli. Candidato alla nuova segreteria il fanfaniano Arnaldo Forlani che sembra poter contare oltre che sul suo gruppo d’appartenenza anche del sostegno dell’area Piccoli e Rumor, degli amici di Taviani e dalla sinistra di base.
- 21 ottobre: a Pisa gruppi di giovani di destra cercano di impedire la manifestazione di condanna della Grecia dei colonnelli che si sta svolgendo alla sezione di Lingue della Facoltà di economia e commercio. Seguono duri scontri fra i due gruppi, poi l’intervento repressivo della polizia rivolto in particolare contro il movimento studentesco. Nella città seguono varie manifestazioni di protesta antifasciste. Le manifestazioni culmineranno nei tragici fatti del 27 ottobre, con la morte dello studente Cesare Pardini.
- 25 ottobre: DC: in vista del Consiglio nazionale convocato il 6 novembre per eleggere il nuovo segretario si riuniscono le varie correnti e si moltiplicano le prese di posizione sulla vita interna e sulle prospettive. Unico candidato il fanfaniano Arnaldo Forlani, contraria alla candidatura solo la corrente «Forze Nuove» di Donat-Cattin e Vittorino Colombo, Andreotti ed Emilio Colombo ribadiscono il loro no ad un governo DC-PSI e la loro opposizione a ogni cedimento verso il PCI e si dichiarano invece favorevoli al ritorno al quadripartito di centro-sinistra. Andreotti avanza l’ipotesi di un Congresso anticipato.
- 26 ottobre: si svolge a Milano il Secondo Convegno di coordinamento dei Comitati di Base. Vi partecipano rappresentanze delle fabbriche di Torino, Porto Marghera, Firenze, Roma, Pomezia, Ferrara, Milano, Padova. È costituito un Comitato di coordinamento nazionale che decide di riunirsi per il sabato successivo a Bologna.
- 27 ottobre: nel corso di uno sciopero contro il carovita organizzato a Bergamo scoppiano violenti disordini tra manifestanti e polizia. I tumulti hanno inizio quando una parte dei manifestanti assalta la sede della Italcementi e vi entra per insultare e malmenare gli impiegati che avevano deciso di lavorare. Atti di vandalismo anche contro il tribunale e la redazione de "Il Giornale di Bergamo".[13]
- 28 ottobre: mentre in varie città sono in corso scioperi e manifestazioni il ministro degli Interni, Franco Restivo, risponde al Senato a numerose interrogazioni sull'ordine pubblico.
- 31 ottobre: in un articolo pubblicato su Rinascita, Pietro Ingrao contesta la linea politica della segreteria sui disordini che degenerano le rivendicazioni dei lavoratori. Secondo Ingrao le provocazioni dei comunisti "cinesi" trovano terreno fertile nella carenza della sinistra politica italiana e nella tendenza del PCI di dare appoggio ad ogni manifestazione, senza curarsi delle possibili conseguenze, dando contemporaneamente contro il governo anche senza argomenti.
Nello stesso giorno si registrano tensioni e disordini a Torino e Milano. Alle officine di Mirafiori e Rivalta un centinaio di persone danneggia gli impianti e alcune auto pronte sulla catena di montaggio. A Milano lo sciopero dei dipendenti comunali sta paralizzando la città e si temono disordini provocati da estremisti.[14]

#### Novembre
- 1 novembre: iniziano le pubblicazioni del settimanale Lotta Continua, organo ufficiale dell’omonimo gruppo. Il primo direttore è Piergiorgio Bellocchio.
Mariano Rumor convoca una riunione sui problemi dell'ordine pubblico: partecipano i ministri degli Interni, Franco Restivo, e di Grazia e Giustizia, Silvio Gava, il comandante dei carabinieri Generale Luigi Forlenza e il capo della polizia Prefetto Angelo Vicari. 
L'esecutivo del MSI denuncia la carenza di capacità e responsabilità del governo e delle autorità preposte all'ordine pubblico. Indica nei problemi interni della DC la debolezza dell'esecutivo, che non riesce (se addirittura non vuole) imporre il rispetto della legge ai sovversivi. I missini contestano l'espressione "opposti estremismi" perché ritengono che vi sia in atto un solo disegno sovversivo da parte dell'estrema sinistra.
Il PCI annuncia uno sciopero generale da tenersi in data da destinarsi.[15]
- 4 novembre: il ministro del Lavoro Donat-Cattin interviene con una nota sulla vertenza dei metalmeccanici annunciando per il 10 novembre la convocazione dei sindacati e delle aziende pubbliche, a cui seguirà un incontro con le aziende private. FIOM, FIM e UIL accettano la proposta del ministro ma precisano che nessuna mediazione può ostacolare la trattativa diretta e l’autonomia sindacale. Convocate, per la settimana successiva, le assemblee di tutte le fabbriche per esaminare gli sviluppi delle lotte e l’andamento degli incontri.
- 5-6 novembre: consiglio nazionale della DC: in seguito alle dimissioni di Flaminio Piccoli, Arnaldo Forlani viene eletto segretario nazionale con 157 voti su 172 e 13 schede bianche. Rumor e Piccoli danno vita alla corrente «Iniziativa popolare».
- 6 novembre: tumultuoso epilogo di una pacifica manifestazione di metalmeccanici davanti alla sede della televisione. Cruenti scontri fra polizia e dimostranti: 56 feriti o contusi. All’ospedale un vicequestore, un commissario, due ufficiali, quarantotto fra sottufficiali e agenti di PS e quattro feriti. Fermati e poi rilasciati nove giovani. Gli incidenti in corso Sempione: un gruppetto di estremisti inizia una fitta sassaiola contro la succursale della FIAT e quindi bersaglia un reparto della Celere. Cariche, zuffe e lancio di candelotti lacrimogeni. Coinvolti nei violenti tafferugli anche alcuni passanti. Danni per otto milioni di lire nella sede milanese della casa automobilistica. Comunicati di protesta dei sindacati e delle ACLI. Telegramma al ministro dell’Interno della Radiotelevisione contro l’azione di polizia.
- 8 novembre: dopo due mesi di lotta e dieci giornate di sciopero viene siglato il nuovo contratto di lavoro per 900.000 edili. Punti principali dell’accordo: aumento medio dei salari del 20% (65-70 lire all’ora), riduzione di tre ore settimanali di lavoro (l’orario è portato a 40 ore settimanali), settimana corta dal 1º gennaio 1972, conquistato il diritto di assemblea nei cantieri, comitati paritetici antinfortunistici a livello territoriale.
- 11 novembre: a Napoli una manifestazione studentesca dedicata ai problemi degli istituti tecnici degenera dopo la detonazione di due bombe carta, fatte esplodere da elementi mescolati alla folla che ascolta il comizio. Secondo la ricostruzione esposta alla Camera da Angelo Salizzoni, sottosegretario agli Interni, gli autori dell'atto si sono successivamente rifugiati nella sede della locale federazione del MSI. Vengono fermati oltre venti attivisti missini, tra i quali Massimo Abbatangelo. La procura ordina la perquisizione della sede della federazione, dove sono sequestrate pistole lanciarazzi e scacciacani. La seduta della Camera degenera a sua volta in una rissa verbale ai limiti del tumulto quando il deputato comunista Antonio D'Auria usa nei confronti del gruppo del MSI l'espressione "delinquenti fascisti".
Ai primi di novembre, nonostante il dibattito al Comitato centrale del PCI, esce il numero 5/6 della rivista «Il Manifesto». L’editoriale titola "Dopo il CC comunista la discussione sul manifesto". La Direzione del PCI, con un comunicato in cui accusa i promotori della rivista di non aver tenuto conto delle conclusioni del Comitato centrale di ottobre e di proseguire in un’attività frazionistica, annuncia che il prossimo Comitato centrale assumerà le deliberazioni conseguenti.[16]
- 13-16 novembre: all'istituto Luigi Sturzo si svolge un convegno sulla riforma del diritto di famiglia come alternativa all'istituzione del divorzio. Presieduto dal senatore Giuseppe Spataro vi prendono parte don Salvatore Lener e il professor Stefano Rodotà, che approfondiscono dai diversi punti di vista cattolico e laico sull'istituto del matrimonio, la parità e la reciprocità dei coniugi. In conclusione viene approvato un documento che analizza le varie proposte sul nuovo diritto di famiglia giacenti in Parlamento, evidenziando quelle che, a prescindere dall'orientamento dei promotori, dovrebbero trovare posto nell'eventuale riforma.
- 13 novembre: CGIL-CISL-UIL: sciopero nazionale per il diritto alla casa. A Milano negli scontri fra il gruppo "Servire il popolo" e le forze dell’ordine perde la vita l’agente Antonio Annarumma.
- 21 novembre: Mariano Rumor si reca a Milano per rendere omaggio all'agente Annarumma e incontrare i familiari. Ottomila studenti sfilano per la città in un clima di forte tensione ma senza alcun incidente. Il servizio d'ordine è curato da poliziotti e carabinieri fatti venire da Bologna. Si vocifera che una parte dei colleghi di Annarumma potrebbero essere trasferiti d'urgenza a Ferrara.[17]
- 22 novembre: esaurita la discussione generale alla Camera viene respinto con 322 voti contro 290 un ordine del giorno della DC per bloccare l'esame degli articoli della legge sul divorzio. Mariano Rumor garantisce la neutralità del governo sull'argomento.
Il comitato centrale del PCI, come annunciato dalla direzione, delibera l'espulsione del gruppo de Il Manifesto, composto da Lucio Magri, Rossana Rossanda, Luigi Pintor e Salvatore Natoli.[18]
- 24 novembre: il direttore di Potere Operaio, Francesco Tolin, è arrestato sotto l'accusa di istigazione a delinquere e apologia di reato. Il 1º dicembre è condannato a un anno e cinque mesi per «istigazione degli operai alla rivolta contro lo Stato ed in particolare degli operai della Fiat, invitati a danneggiare detto complesso».
Un ordigno formato da sette chili d'esplosivo viene trovato e disinnescato sul ponte della via Olimpica, a Roma.[17]
- 29 novembre: a Milano il MSI organizza una manifestazione cittadina per protestare contro i disordini degli ultimi giorni. È la discesa in campo della cosiddetta «maggioranza silenziosa».
- 30 novembre: la Camera approva il progetto di legge sul divorzio. Votano contro la DC e il MSI, a favore tutti gli altri partiti. Il Vaticano, con una nota pubblicata da L'Osservatore Romano, sostiene che con l'articolo 2 della legge, che prevede lo scioglimento degli effetti civili del matrimonio religioso, l'Italia è venuta meno agli obblighi previsti dall'articolo 34 del Concordato, obblighi assunti con l'inserimento dei Patti lateranensi nella Costituzione. La federazione dei dipendenti degli enti ecclesiastici, a sua volta, ritiene che la decisione della Camera abbia turbato la coscienza della maggioranza del popolo italiano.[19]

#### Dicembre
- 2 dicembre: il Senato inizia l'esame del disegno di legge per lo statuto dei lavoratori.
- 5 dicembre: per la prima volta nella storia del partito, un gruppo di iscritti al PCI manifesta sotto la sede della federazione romana per protestare contro i provvedimenti di espulsione di sei militanti romani aderenti al gruppo de Il manifesto, tra i quali Luciana Castellina e Valentino Parlato, e di scioglimento della sezione comunista di Montesacro.[20]
- 9 dicembre: consiglio nazionale della DC: l'assise ratifica con 137 voti a favore e 13 astensioni la designazione di Arnaldo Forlani alla segreteria. La nuova direzione conferma la linea della DC per il ritorno al centro-sinistra e il corso riformistico del partito.[21]
- 9 dicembre: intervistato da La Stampa il segretario del PSU, Mauro Ferri indica come priorità del suo partito l'approvazione del bilancio dello stato e delle norme sull'edilizia entro Natale. Il PSU è pronto a trattare per la ricostituzione di un governo di centro-sinistra, e indica come unica alternativa a tale scelta le elezioni anticipate. Ferri non esclude un governo con la presenza contemporanea di socialdemocratici e liberali.
- 10 dicembre: parlando al Senato, il ministro degli Interni Franco Restivo, riferisce dei disordini recenti e non esclude l'approvazione di leggi per la pubblica sicurezza adeguate al periodo di estrema tensione in corso.
- 12 dicembre: Strage di piazza Fontana.
- 15-16 dicembre: Giuseppe Pinelli muore alla questura di Milano. Pietro Valpreda viene arrestato con l'accusa di essere l'esecutore materiale della strage. Ad accusarlo è il tassista Cornelio Rolandi, che sostiene di averlo accompagnato alla Banca dell'Agricoltura, e di averlo visto entrare con una borsa che non aveva più all'uscita. Arrestati altri nove estremisti di sinistra, due dei quali minorenni.[22]
- 19 dicembre: la Camera approva il bilancio preventivo dello stato per il 1970. Il ministro del Tesoro Emilio Colombo afferma nel dibattito che il nuovo sarà un anno difficile per l'economia italiana a causa della forte tensione sindacale.

### 1970

#### Gennaio
- 5-6 gennaio: per la prima volta dalla caduta del precedente governo Rumor i segretari dei quattro partiti del centro-sinistra si riuniscono per verificare se esistano le condizioni per tornare ad un esecutivo a quattro. La riunione, cui prendono parte Forlani, De Martino, Tanassi e Nenni, viene unanimemente riconosciuta come costruttiva. I segretari, tuttavia, riferiranno agli organi direttivi dei rispettivi partiti, cui sono demandate le decisioni. La direzione del PSI, contrari solo Riccardo Lombardi e i suoi, dice si alla trattativa ed aggiunge al tavolo dei colloqui l'elaborazione di punti programmatici a favore dei lavoratori e un'amnistia per i reati sindacali.
- 10 gennaio: l'Unione magistrati italiani emette un comunicato di protesta "di fronte ai sospetti di parzialità della magistratura formulati purtroppo da persone altamente qualificate", affermando che "premere perché la magistratura faccia discriminazioni tra cittadino e cittadino significa chiedere quel che essa non può fare, chiederle di venir meno al suo dovere, che è di applicare la legge e di considerare tutti i cittadini uguali di fronte ad essa. Che in concreto ogni episodio debba essere esaminato con serena umanità e comprensione, è cosa che i magistrati italiani hanno sempre fatto e sono sempre pronti a fare. Tutt’altra cosa è chiedere loro un’indulgenza plenaria, una specie di amnistia tacita, che non possono concedere e che nessun altro potere dello Stato può costringere o indurre a concedere".
- 13 gennaio: Consiglio dei ministri: aumento dal 5 al 6% della rendita dei titoli fondiari, per renderli più appetibili e conferire crediti all'attività edilizia. Agevolazioni creditizie per le piccole e medie imprese.[23]
- 14 gennaio: comitato centrale PCI: i compiti dei comunisti di fronte alle trasformazioni della società italiana degli anni 70 sono al centro delle relazioni di Ugo Pecchioli e Rino Serri. Il segretario Luigi Longo nel suo intervento definisce il «quadripartito» una sfida alla volontà popolare contro la quale il PCI deve opporsi con energia costruendo ampie intese a sinistra e impedendo la formazione di un nuovo «centro-sinistra organico». Cooptati nel Comitato centrale 13 dirigenti delle lotte operaie dell’autunno.[24]
- 15 gennaio: il ministro degli Interni Franco Restivo concede un'intervista dove parla dell’ordine pubblico e delle "denunce contro gli operai”. Nega nella maniera più recisa che siano in atto misure di repressione. Secondo il ministro è semplicemente assurdo il sospetto che l’attività della Magistratura possa essere influenzata da altri poteri dello Stato. Secondo i dati del Viminale le denunce presentate in dicembre sono molto inferiori a quelle degli altri mesi dell’autunno caldo. Per il futuro il ministro è ottimista. Sarebbe contro ogni verità affermare che la piazza possa prendere il sopravvento sullo Stato e rovesciare la democrazia. Parlare d’un colpo di Stato o di una rivoluzione in Italia non ha alcuna base obiettiva, ma è urgente risolvere l’incerta situazione politica.
- 17 gennaio: Roma: violenze di gruppi di fascisti all’interno della Pretura dove è in corso per il secondo anno consecutivo la «Contro-inaugurazione» organizzata da Magistratura democratica, la corrente di sinistra fra le tre correnti formatesi nell'Associazione nazionale magistrati.
- 20 gennaio: un nuovo incontro dei segretari dei partiti del centro-sinistra si conclude con un nulla di fatto. Il PSU pone il problema delle giunte locali, dove il PSI non disdegna di collaborare col PCI. La chiarificazione di questo problema è condizione necessaria per proseguire la trattativa. D'accordo col PSU i repubblicani e, per ragioni opposte, i liberali. Giovanni Malagodi, dall'opposizione da dove non intende uscire, si è infatti detto preoccupato dalla riedizione di un centro-sinistra che, anche in vista dell'avvio delle regioni, potrebbe dare ampio spazio di manovra ai comunisti. 
A Milano oltre 50.000 partecipanti al corteo promosso dagli studenti dell’Università statale per protestare contro la repressione e la morte di Pinelli. Il corteo con alla testa il Comitato per la libertà di stampa è caricato dalle forze dell’ordine comandate dal questore Allegra. Il bilancio è di numerosi feriti fra cui lo scrittore Giovanni Roboni.[25]
- 21 gennaio: nonostante il divieto della questura oltre seimila aderenti al movimento studentesco si radunano a Milano con l'intenzione di marciare in corteo fino al Palazzo di Giustizia. Alle intimazioni della polizia di sciogliere l'adunata gli studenti rispondono con lancio di sassi e bastoni, fronteggiata con una carica che provoca 35 feriti (venti tra le forze dell'ordine) e oltre 50 fermi.
Ugo La Malfa abbandona il tavolo delle trattative per la ricostituzione del centro-sinistra a causa di disaccordi per la finanza e le giunte regionali.[26]

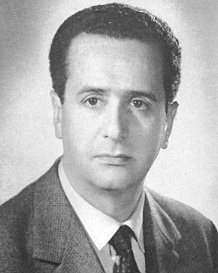
Flavio Orlandi

- 22 gennaio: a nome del PSU Flavio Orlandi chiede che si apra una crisi al buio. Il governo, cioè, dovrebbe dare le dimissioni prima della conclusione della trattativa, allo scopo di accelerarla. Qualora non si raggiunga l'accordo, sostiene Orlandi, il Capo dello Stato può rinviare il governo alle camere per una nuova fiducia.[27]
- 23 gennaio: quasi 10.000 sono i lavoratori denunciati per ‘reati di lotta’ nell’autunno caldo. In previsione del dibattito al Senato sulle denunce a carico dei lavoratori, le segreterie delle confederazioni CGIL, CISL e UIL inviano ai Presidenti di Camera e Senato un elenco dettagliato anche se ancora non completo dei lavoratori denunciati. In totale 9.938 denunciati di cui: 1.768 metalmeccanici, 1.474 braccianti, 359 edili, 107 alimentaristi, 538 chimici e vetrai, 526 minatori e cavatori, 1.054 vigili urbani, 277 statali e parastatali, 43 lavoratori del commercio, 400 tessili, 228 nei trasporti, 2.135 negli enti locali ed ospedalieri, 1.166 nelle altre categorie. Il 46% delle denunce sono state presentate da polizia e carabinieri, il 17% da enti ed aziende, il 13% da procuratori o pretori, il 24% da singoli cittadini. Accanto alle denunce il rapporto sindacale registra 800 interrogatori ad altrettanti lavoratori, 40 licenziamenti per rappresaglia, gravi sanzioni a carico di altri 20. I sindacati chiedono l’abrogazione delle norme del codice penale, incompatibili con la Costituzione, strumentalmente usate per reprimere le agitazioni. Le denunce si riferiscono, infatti, ad azioni condotte sui luoghi di lavoro come occupazioni, assemblee, picchettaggi.
- 27 gennaio: parlando al Senato il ministro dell’Interno, Franco Restivo, ammette che sono state spiccate, da settembre a novembre 1969, 6.907 denunce e 1.489 nel mese di dicembre, con riferimento alle agitazioni sindacali dell’autunno caldo. I reati contestati sono stati 14.036, in particolare: 235 denunce per lesioni, 179 per devastazioni e saccheggio, 4 per sequestro di persona, 124 per detenzione di armi ed esplosivi nonché intimidazioni con uso di materie esplodenti, 1.712 per violenza privata, 1.610 per blocco ferroviario, 29 per attentato alla sicurezza dei trasporti, 3.325 per invasione arbitraria di aziende, terreni ed edifici pubblici, 1.376 per interruzione di pubblico servizio.
Il PSI propone che i reati relativi alle lotte sindacali siano estinti da amnistia e un appello alla clemenza nei confronti degli operai è lanciato dalle Confederazioni sindacali al Presidente della Repubblica, Giuseppe Saragat. Intanto, per il 6 febbraio, è proclamato uno sciopero nazionale di due ore contro la repressione.
- 28 gennaio: la direzione dell’Alfa Romeo sospende 180 operai dell’assemblaggio, minacciando altre sospensioni in relazione alle annunciate lotte articolate contro i carichi di lavoro e i turni. Queste saranno però troncate dall’accordo sindacale che lascia alla direzione la facoltà di introdurre il turno di notte, in cambio di aumenti salariali. Alla Sit Siemens di Milano gli operai entrano in agitazione contro l’introduzione del lavoro notturno. I lavoratori del reparto vulcanizzazione della Pirelli scioperano contro l’aumento dei carichi di lavoro con cui la direzione tenta di assorbire le conquiste contrattuali. Alla testa delle lotte contro carichi di lavoro e cottimo, il Comitato unitario di base.
Quinta riunione dei segretari del centro-sinistra. Il PSU anticipa che Rumor è ormai prossimo a dimettersi per favorire l'accordo. 
Dopo una seduta durata oltre 48 ore, con più di duecento votazioni, la Camera approva la legge finanziaria regionale, che destina alle regioni a statuto ordinario le somme necessarie a rendersi autosufficienti dagli anni successivi.

#### Febbraio
- 1 febbraio: DC, PSU e PRI, con le ratifiche degli organi interni, annunciano il raggiungimento dell'accordo per la formazione del nuovo governo. Rimane aperto il problema delle divisioni interne al PSI. Oltre a Lombardi esprimono riserve anche alcuni esponenti delle correnti di maggioranza. De Martino lancia un ultimatum: o si fa il nuovo governo o si va a elezioni anticipate.[28]
- 7 febbraio: preso atto delle deliberazioni dei partiti, il governo rassegna le dimissioni.[29]